# Jean Thibaud
Jean Thibaud (* 12. Mai 1901 in Lyon; † Mai 1960 ebenda) war ein französischer Physiker. Er war Professor an der Universität Lyon.
Thibaud war Elektroingenieur und wurde 1924 bei Maurice de Broglie in Paris promoviert. In Paris war er Direktor des Labors für Röntgenstrahlen (Laboratoire de physique des rayons X) und galt als international angesehener Experte für Röntgenstrahlen.  Ab 1933 ging er wieder nach Lyon, da er in Paris eher als Außenseiter galt. Frédéric Joliot-Curie stand seinen Ergebnissen misstrauisch gegenüber, und nach dem Krieg scheint Joliot-Curie auch 1950 (nach seiner eigenen Amtsenthebung als Hochkommissar für Atomenergie) die Ernennung von Thibaud zu seinem Nachfolger  verhindert zu haben, wobei eine Plagiatsaffäre eine Rolle spielte. 1940 war er Professor in Lyon (Faculté des Sciences). Er war dort 1935/36 Gründer und Direktor des Labors für Kernphysik (IPNL, Institut de physique nucléaire de Lyon), des ersten solchen Instituts in Frankreich außerhalb von Paris. Nach dem Krieg erhielt er vom französischen Staat 20 Millionen Franc um einen Van-de-Graaff-Generator in einem Fort bei Lyon zu errichten. Er konnte diesen nutzen im Austausch für die kerntechnische Ausbildung von Technikern und Offizieren der französischen Armee.
Thibaud entwickelte noch vor Ernest Orlando Lawrence in Paris 1930 ein Zyklotron. Damals arbeitete er im privaten Labor von Maurice de Broglie in Paris. Zunächst baute er einen Linearbeschleuniger für Protonen (angeregt durch einen Artikel von Rolf Wideröe von 1929), stieß dabei aber an damals schwer handhabbare technische Grenzen und wandte sich danach der Idee eines Zyklotrons zu, das er unabhängig entwickelte. Sein Doktorvater de Broglie trug seine Ergebnisse 1933 auf dem Solvay-Kongress vor und er veröffentlichte darüber 1932 in den Berichten des Internationalen Elektrotechniker-Kongresses. Thibaud berichtet darin, dass er eine eindeutige Resonanz schon im November 1930 erhielt, vor Lawrence in Berkeley. Thibaud  erhob aber später keine Prioritätsansprüche.
1933 bestätigte er experimentell die Annihilation von Elektron und Positron. Letzteres war erst 1930 von Carl David Anderson entdeckt worden. Thibaud mass auch zuvor die elektrische Ladung des Positrons.
Ende der 1930er Jahre wandte er sich der Uran-Kernspaltung mit Neutronen zu. Dabei arbeitete er mit dem späteren Physikprofessor in Lyon André Moussa (1915–1996) zusammen.
Er schrieb populärwissenschaftliche Bücher über Kern- und Atomphysik und Kerntechnik und ein Buch über Röntgenstrahlen.
Er war Mitglied der Akademie der Wissenschaften und Künste in Lyon (Académie des sciences, belles-lettres et arts de Lyon) und war 1947 deren Präsident.
Ein Preis für Nachwuchswissenschaftler in der Elementarteilchen- und Kernphysik ist in Lyon nach ihm benannt.

## Schriften
- Les rayons X, Paris: A. Colin 1930, 2. Auflage 1934, 5. Auflage 1960
- Vie et transmutations des atomes, Paris: A. Michel 1938
- Energie atomique et univers, Lyon 1946, 4. Auflage 1952
- Puissance de l'atome: de l'utilisation industrielle et du contrôle de l'énergie atomique au gouvernement mondial, Paris: A. Michel 1949